# NGC 4358
NGC 4358 est une galaxie lenticulaire située dans la constellation de la Grande Ourse. NGC 4358 a été découverte par l'astronome américain William Herschel en 1789.

## Caractéristiques

### Distance
Sa vitesse par rapport au fond diffus cosmologique est de4 622 ± 10 km/s, ce qui correspond à une distance de Hubble de 68,2 ± 4,8 Mpc (∼222 millions d'al).
À ce jour, une mesure non basée sur le décalage vers le rouge (redshift) donne une distance d'environ 73,300 Mpc (∼239 millions d'al). Cette valeur est tout juste à l'extérieur des valeurs de la distance de Hubble. Notons cependant que c'est avec la valeur moyenne des mesures indépendantes, lorsqu'elles existent, que la base de données NASA/IPAC calcule le diamètre d'une galaxie et qu'en conséquence le diamètre de NGC 4358 pourrait être d'environ 25,8 kpc (∼84 100 al) si on utilisait la distance de Hubble pour le calculer.